# Selfies de singe

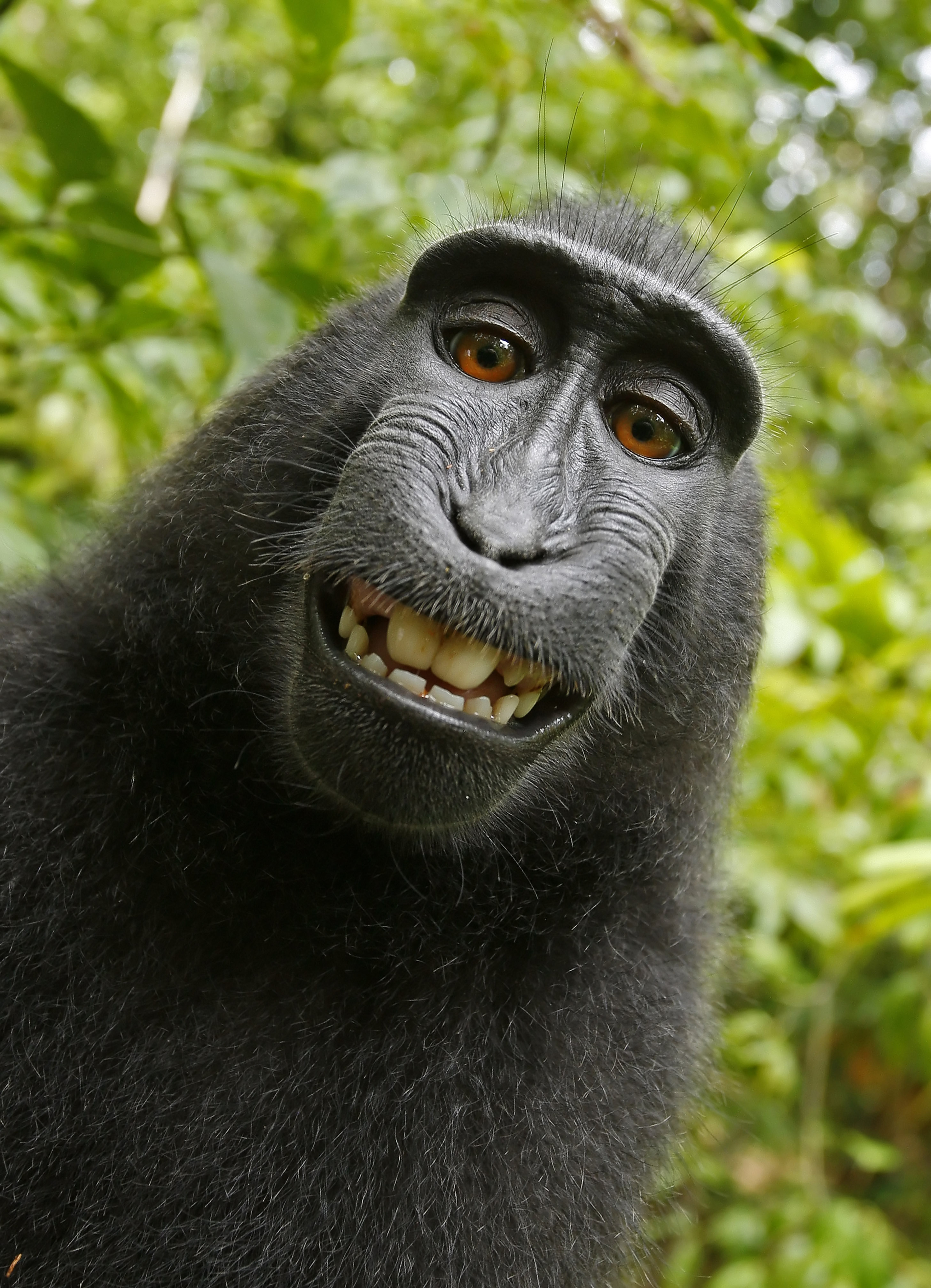
L'un des selfies de singe pris par un macaque nègre (Macaca nigra).

Les selfies de singe sont une série d'autoportraits photographiques pris en 2011 par Naruto, un macaque nègre femelle ayant utilisé le matériel de prise de vues de David Slater, un photographe animalier.
La publication de ces clichés sur Wikimedia Commons, la médiathèque en ligne de la Wikimedia Foundation sous licence libre où sont stockées la plupart des images de Wikipédia, a été à l'origine d'une polémique quant à l'existence d'un droit d'auteur s'agissant d'œuvres créées par des animaux (en). David Slater a déclaré détenir des droits d'auteur sur ces photos, mais cela a été remis en question par diverses organisations et spécialistes du droit d'auteur. Ces derniers ont souligné que le droit d'auteur revient au créateur de l’œuvre, et qu'un créateur non humain n'étant pas une personne juridique, ne peut détenir de droit d'auteur.
En décembre 2014, le bureau du Copyright des États-Unis a en conséquence déclaré que les travaux créés par des non-humains n'étaient pas sujets au droit d'auteur.

## Contexte
En 2011, le photographe animalier David Slater se rend en Indonésie pour photographier des macaques nègres (Macaca nigra). Durant la préparation des prises de vues, une macaque femelle s'empare de l'appareil, intriguée par l'objet, et réalise involontairement une série de clichés. La plupart de ces photographies sont inutilisables, mais quelques-unes constituent d'intéressants selfies de l'animal. Slater dénomme la série monkey's selfie et les propose à l'agence Caters News Agency en les enregistrant sous son nom, puisqu'il présume alors en détenir les droits d'auteur.

## Débat sur les droits d'auteur

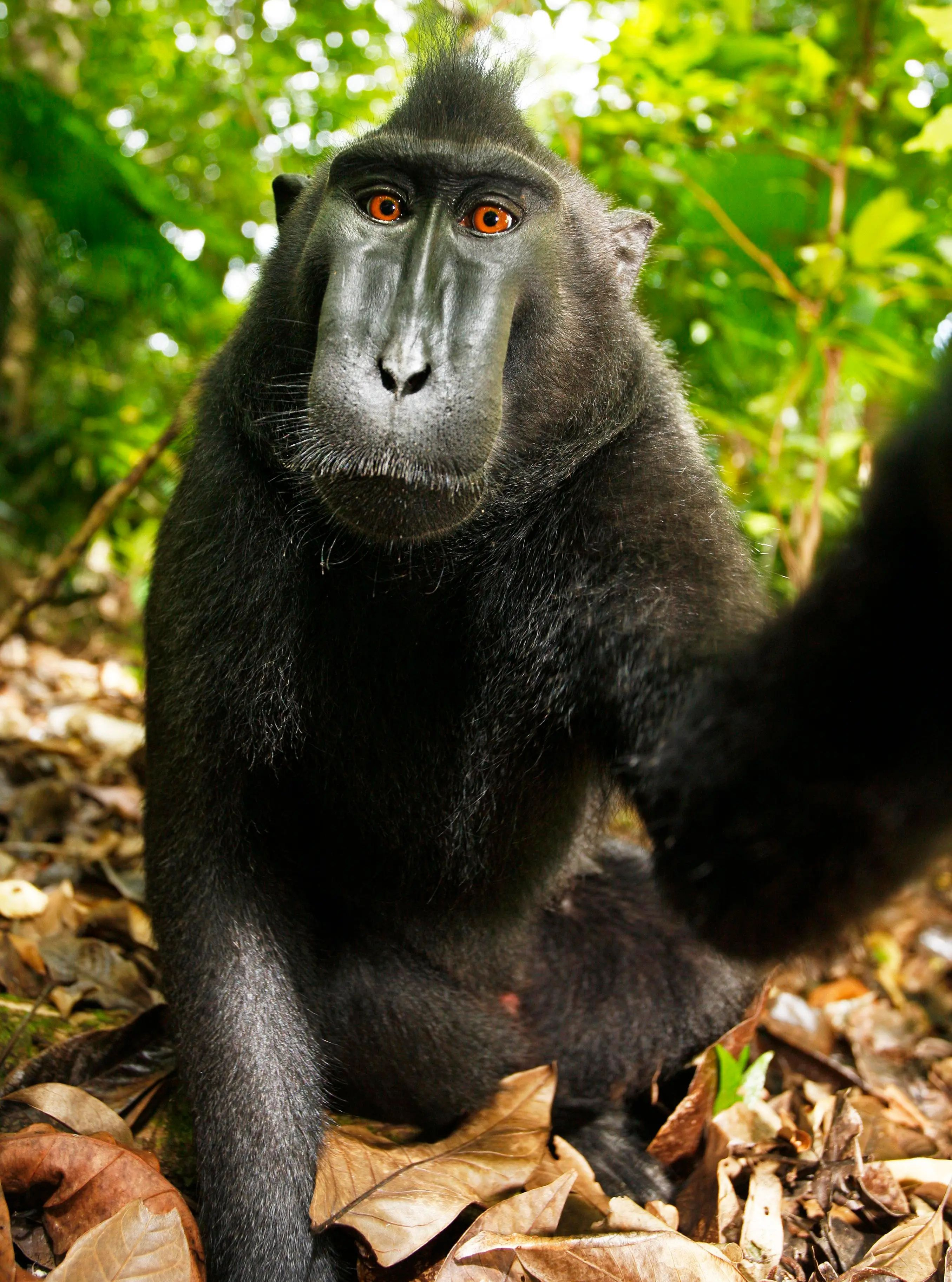
Un autre selfie pris par le macaque.

Les réclamations de Slater s'agissant des droits d'auteur ont tout d'abord été remises en question par le blog Techdirt (en) qui a publié les selfies en indiquant qu'ils étaient dans le domaine public, le singe n'étant pas une personne légale étant en mesure de détenir des droits et que le propriétaire de l'appareil ne pouvait prétendre à des droits car il n'avait pas participé au processus de création,,.
En réponse à cette publication, Slater a demandé le retrait des selfies, soulignant qu'il n'avait pas octroyé son autorisation et que les clichés avaient probablement été récupérés sur le site du Daily Mail online sans demande de réutilisation préalable. Ce à quoi l'auteur du blog Techdirt a répondu en indiquant que si détenteur de droits d'auteur il y avait, ce ne pouvait être le photographe animalier, et qu'en tout état de cause, même si les clichés n'étaient pas dans le domaine public, leur usage par le blog restait légal selon les termes du fair use des États-Unis,.
Slater développera ensuite son point de vue sur la question, estimant être à l'origine des clichés. Il indique que le fait que le singe a joué avec la caméra découle de son initiative et qu'il a pensé qu'il y avait de fortes chances pour qu'une photo soit ainsi prise. Il explique avoir orienté l'appareil par rapport à la lumière du soleil, et avoir associé au déclencheur un bruit apprécié par les singes.
Par ailleurs, les autoportraits de singe ont été téléversés sur Wikimedia Commons, site n'acceptant que les fichiers placés sous licence libre, dans le domaine public, ou se situant en dessous du seuil d'originalité. Les selfies de macaque ont été classés parmi les images relevant du domaine public selon la même logique que celle déployée par le blog Techdirt, à savoir qu'il s'agit d'images non produites par un humain. Slater a exigé que la Wikimedia Foundation, propriétaire de ce site, procède au retrait de ces clichés ou paie des droits dessus. Ces exigences ont été rejetées par l'organisation,.

Slater a déclaré à BBC News que la mise à disposition de ces clichés sur Wikimedia Commons l'avait privé d'importantes rentrées d'argent : 

« J'ai gagné 2 000 £ [avec cette photo] la première année après qu'elle a été prise. Après qu'elle a été placée sur Wikipédia, les ventes se sont taries. Il est difficile de produire une estimation, mais j'estime avoir perdu au moins 10 000 £ de bénéfices. Ça tue mes ventes. »

« Ce dont ils ne se rendent pas compte, c'est que seule une cour de justice peut décider du statut des droits d'auteur. »

Mary M. Luria et Charles Swan, deux juristes spécialistes du droit de la propriété intellectuelle, ont indiqué que le créateur du selfie étant un animal et non une personne, il n'existe pas de droits d'auteur sur le cliché, la propriété du matériel photographique utilisé n'ayant pas d'incidence sur la question. Cependant, Christina Michalos, une juriste britannique des médias, s'appuyant sur la législation anglaise concernant l'art généré par ordinateur, a défendu le fait que Slater pourrait prétendre à certains droits si l'on considère qu'il a procédé à certains réglages sur l'appareil photo préalablement à la prise de vues.
Le 22 décembre 2014, le bureau du droit d'auteur des États-Unis a clarifié ses pratiques en indiquant explicitement que les œuvres créées par des non-humains ne sont pas soumises aux règles du droit d'auteur. L'un des exemples cités pour illustrer le problème posé est celui de « photographies prises par un singe, ».
En septembre 2017, Slater signe un accord à l'amiable avec l'association de défense des animaux People for the Ethical Treatment of Animals qui représente l'animal comme étant le véritable propriétaire des droits d'auteur des photos,. Néanmoins, le 23 avril 2018 la justice américaine décide que « les violations du droit d'auteur ne peuvent être dénoncées que par des humains ».